# Epsilon Capricorni
Epsilon Capricorni (ε Capricorni, förkortat Epsilon Cap, ε  Cap), som är stjärnans Bayer-beteckning, är en kvadruppelstjärna i den östra delen av stjärnbilden Stenbocken. Den har en kombinerad genomsnittlig  skenbar magnitud på +4,62 och är synlig för blotta ögat där ljusföroreningar ej förekommer. Baserat på parallaxmätningar i Hipparcos-uppdraget på ca 3,1 mas beräknas den befinna sig på ca 1 060 ljusårs (320 parsek) avstånd från solen.

## Nomenklatur
Epsilon Capricorni har det traditionella namnet Castra eller Kastra, vilket betyder "fort" eller " militärläger" på latin.

## Egenskaper
Trippelstjärnan omfattar en snäv dubbelstjärna med en omloppsperiod på 129 dygn och en mer avlägsen, andra följeslagare. Primärstjärnan Epsilon Capricorni Aa är en blå till vit stjärna i huvudserien av spektralklass B2.5 Vpe och är en Be-stjärna som omges av joniserad gas vilken ger emissionslinjerna i spektret. Den har en massa som är ca 7,6 gånger större än solens, en radie som är ca 4,8 gånger större än solens och utsänder ca 4 650 gånger mera energi än solen från dess fotosfär vid en effektiv temperatur på ca 18 800 K. Stjärnan har en snabb rotation med en projicerad rotationshastighet på 225 km/s, vilket ger den en något tillplattad form med en ekvatorialradie som är 7 procent större än polarradien.
Epsilon Capricorni är en eruptiv variabel av Gamma Cassiopeiae-typ (GCAS). Den varierar mellan skenbar magnitud +4,48 och 4,72 med kortvariga variationer som visar en fascykel på 1,03 dygn.
Epsilon Capricorni har två visuella följeslagare. Epsilon Capricorni B är en stjärna av magnitud 10,11 med en vinkelseparation av 65,8 bågsekunder vid en positionsvinkel av 46°, år 2013. Epsilon Capricorni C är av magnitud 14,1 och har en vinkelseparation av 62,7 bågsekunder vid en positionsvinkel av 164°, år 1999.